# Marcha da Família com Deus pela Liberdade

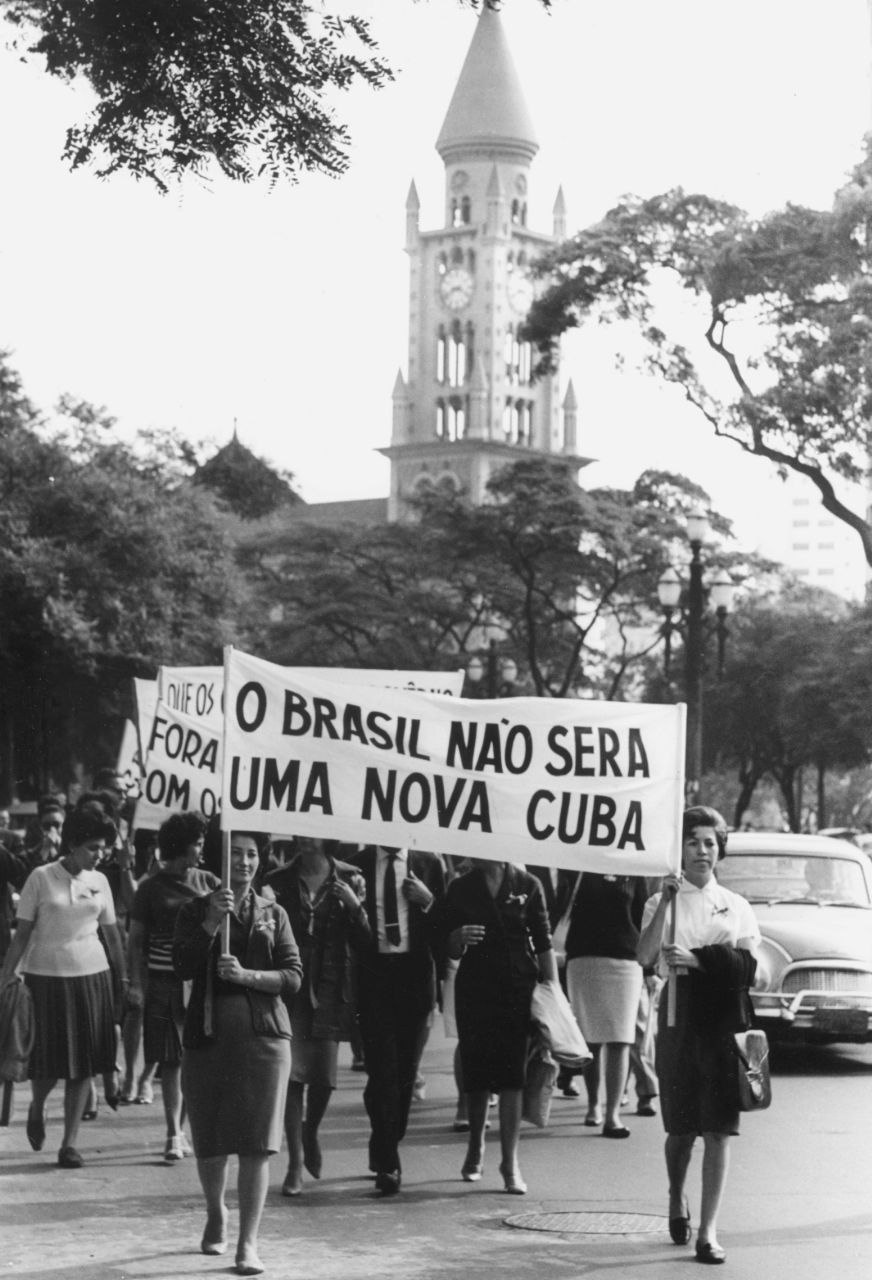
Mulheres marcham com uma faixa com os dizeres "O Brasil não será uma nova Cuba".

Marcha da Família com Deus pela Liberdade foi o nome comum de uma série de manifestações públicas ocorridas entre 19 de março e 8 de junho de 1964 no Brasil em resposta ao que foi considerado, por militares e setores conservadores da sociedade, uma ameaça comunista representada pelas ações dos grupos radicais e pelo discurso em comício realizado pelo então presidente João Goulart em 13 de março daquele mesmo ano.
Nos dias anteriores, Goulart assinou dois decretos permitindo a desapropriação de terras numa faixa de dez quilômetros às margens de rodovias, ferrovias e barragens e transferindo para a União o controle de cinco refinarias de petróleo que operavam no país. Além disso, prometeu realizar as chamadas reformas de base, uma série de reformas administrativas, agrárias, financeiras e tributárias, para garantir o que Goulart chamava de justiça social, fundamentado na função social da terra e de empreendimentos urbanos, demandas antigas e de ampla penetração na sociedade da época. Com discurso insuflado, promoveu a insubordinação, incitando os sargentos da marinha a amotinar-se nos quartéis, Goulart antecipou uma pretensa reforma urbana e a implementação de um imposto sobre grandes fortunas. No contexto da Guerra Fria e da polarização entre os Estados Unidos e a União Soviética, estas ideias foram vistas como um passo em direção à implementação de uma ditadura socialista.
Vários grupos sociais, incluindo o clero, o empresariado e setores políticos diversos se organizaram em marchas, levando às ruas uma considerável quantidade de pessoas com o intuito de derrubar o governo Goulart.  A primeira das marchas aconteceu no dia 19 de março – dia de São José, padroeiro das famílias – em São Paulo e congregou entre 300 e 500 mil pessoas. Ela foi organizada por grupos como Campanha da Mulher pela Democracia (Camde), União Cívica Feminina (UCF), Fraterna Amizade Urbana e Rural, Sociedade Rural Brasileira, dentre outros grupos, recebendo também o apoio da Federação das Indústrias do Estado de São Paulo (Fiesp) e do controverso Instituto de Pesquisas e Estudos Sociais (Ipês). Na ocasião, foi distribuído o Manifesto ao povo do Brasil pedindo o afastamento de Goulart da presidência. Após o golpe militar que depôs o presidente em 1 de abril, as marchas passaram a se chamar "Marchas da Vitória". A maior delas, articulada pelo Camde no Rio de Janeiro, levou cerca de um milhão de pessoas às ruas em 2 de abril de 1964.

## Mobilização
"O povo está cansado das mentiras e das promessas de reformas demagógicas. Reformas sim, nós a faremos, a começar pela reforma da nossa atitude. De hoje em diante os comunistas e seus aliados encontrarão o povo de pé. [...] Com Deus, pela Liberdade, marcharemos para a Salvação da Pátria!"

Texto do "Manifesto ao povo do Brasil".

Manifestantes na Marcha da Família com Deus pela Liberdade em 19 de março de 1964 na Praça da Sé, em São Paulo. Fonte: Arquivo Nacional/Correio da Manhã.

A Marcha foi idealizada pelo deputado federal Antônio Sílvio Cunha Bueno, do Partido Social Democrático de São Paulo, como uma espécie de resposta conservadora ao comício da Central, com o intuito de mostrar aos articuladores do golpe que havia uma base social de apoio ao movimento deles. Teve como inspiração a pregação anticomunista do padre irlandês Patrick Peyton, fundador do movimento Cruzada do Rosário pela Família. Cunha Bueno procurou empresários e o vice-governador de São Paulo, Laudo Natel, para que oferecessem apoio logístico a sua empreitada. O então governador de São Paulo, Ademar de Barros, arrecadou dinheiro para comprar caminhões para a Força Pública (atual Polícia Militar do Estado de São Paulo) e garantir a ordem da Marcha. Natel recomendou a Cunha Bueno que procurasse a freira Ana de Lourdes, neta de Ruy Barbosa, para arregimentar lideranças femininas. A religiosa viu ameaças à fé católica no discurso de Goulart, que afirmou que "não é com Rosários que se combatem as reformas". Além da reconhecida perseguição socialista à fé cristã.
A manifestação originalmente se chamaria "Marcha de Desagravo ao Santo Rosário", mas Ademar ponderou que o nome excluía outras religiões e que a oposição ao governo Goulart deveria permanecer unida para conseguir depor o presidente. A deputada Conceição da Costa Neves propôs o Marcha da Família com Deus pela Liberdade. O governador paulista se fez representar no trabalho de convocação da marcha através de sua mulher, Leonor Mendes de Barros. O movimento rapidamente conquistou adesões, mas faltavam lideranças femininas. O Ipês, um centro de estudos, ofereceu cursos nos quais mulheres recebiam aulas sobre como pregar a união da família contra o comunismo. Em seguida, elas eram orientadas a esclarecer as amigas e seus próximos contra a "ameaça vermelha".
Trinta associações de empresários assinaram o manifesto de convocação à Marcha, publicado no jornal O Estado de S. Paulo. Alunos do Instituto Presbiteriano Mackenzie e representantes da Fiesp formaram delegações de simpatizantes à causa para comparecerem à Marcha. Simultaneamente, eram distribuídos panfletos entre a população, enquanto o clero fazia publicar mensagens dirigidas ao Presidente. O publicitário José Carlos Pereira de Sousa criou palavras de ordem, faixas e cartazes para o evento, com os dizeres "Vermelho bom, só o batom", "Um, dois, três, Jango no xadrez", "Abaixo os imperialistas vermelhos" e "Verde e amarelo, sem foice nem martelo", enquanto os seguidores do padre Peyton adotaram o lema "A família que reza unida permanece unida".

## As marchas

### Primeira marcha em São Paulo
"Que sejam feitas reformas, mas pela liberdade. Senão, não. Pela Constituição. Senão, não. Pela consciência cristã do nosso povo. Senão, não."

Auro de Moura Andrade, então presidente do Senado, em discurso durante a Marcha de 19 de março de 1964 em São Paulo.
O grupo de manifestantes, que começou a se formar desde as 14h00, saiu da Praça da República às 16h00. Antes e durante a manifestação foram distribuídas bandeirinhas do Brasil e o texto do Manifesto ao povo do Brasil. Uma hora depois, o grupo chegou à Praça da Sé, onde o palanque estava montado. A marcha percorreu a rua Barão de Itapetininga, a Praça Ramos de Azevedo, o Viaduto do Chá, a Praça do Patriarca e a rua Direita antes de chegar à Praça da Sé.
Na Praça da Sé, Leonor hasteou a bandeira enquanto a banda da Força Pública tocava o Hino Nacional.A Missa pela Salvação da Democracia, realizada pelo padre Peyton, deu início ao evento, no qual vinte inscritos falaram por cinco minutos cada um. O primeiro orador foi Amaro Cesar, seguido pelo senador Padre Calazans (UDN-SP) Cunha Bueno; Geraldo Goulart, veterano da Revolução Constitucionalista de 1932; Carolina Ribeiro, ex-secretária de educação de São Paulo; os deputados federais Arnaldo Cerdeira (PSP-SP), Herbert Levy (UDN-SP) e Plínio Salgado (PRP-SP), este último idealizador do integralismo no Brasil; o prefeito de Campinas, Ruy Hellmeister Novaes (PSB); os deputados estaduais Camilo Aschar (UDN-SP), Conceição da Costa Neves (PSD-SP) e Everardo Magalhães (PDC-RJ); e o deputado estadual Ciro Albuquerque (PSP), presidente da Assembleia Legislativa de São Paulo, também discursaram. Sempre que algum orador pronunciava os nomes de Goulart, Leonel Brizola ou Fidel Castro, a multidão reagia com vaias. Auro de Moura Andrade (PSD-SP), então presidente do Senado, realizou o último discurso. Dentre outras personalidades ilustres presentes estavam Carlos Lacerda (UDN), governador do estado da Guanabara, que não discursou, e a apresentadora de televisão Hebe Camargo.
Apesar da grande adesão, a Marcha foi alvo de um protesto. Durante a passeata, o deputado estadual Murilo de Sousa Reis (PTN-SP) efetuou a interdição de um prédio comercial, na rua Barão de Itapetininga, e, acompanhado por policiais, revistou todas as salas do mesmo. A decisão de revistar o edifício ocorreu após um balde com água ter sido atirado de um dos estabelecimentos nos manifestantes. O deputado efetuou a detenção do responsável e de outro indivíduo que o acompanhava. Ambos foram conduzidos ao Departamento de Ordem Política e Social (Dops) e liberados na noite do mesmo dia. A Força Pública também deteve, na Praça da Sé, dois jovens que portavam dentro de um carro uma grande quantidade de ovos. Segundo transeuntes, os rapazes tinham a intenção de jogar os ovos na multidão. Ambos foram detidos e encaminhados ao Dops. Mais tarde foi constatado que as caixas de ovos se destinavam a um supermercado e os dois foram liberados.
A Marcha, entretanto, foi basicamente organizada e realizada por cidadãos da classe média e das classes mais abastadas. O embaixador dos Estados Unidos no Brasil, Lincoln Gordon, e um dos articuladores junto aos militares brasileiros do golpe de estado, apontou, em telegrama ao Departamento de Estado: "A única nota destoante foi a evidente limitada participação das classes mais baixas na marcha". Seu adido militar, Vernon Walters, atestou haver uma falta de popularidade do movimento e um receio de que o golpe contra João Goulart fracassasse por falta de apoio popular.

### Marchas em outras cidades
Após a marcha realizada na capital, outras manifestações semelhantes ocorreram no interior do estado de São Paulo. Em 21 de março foram realizadas marchas em Araraquara e Assis; no dia 25, cerca de 80 mil pessoas marcharam em Santos; no dia 28 os moradores de Itapetininga realizaram sua marcha e, no dia 29, ocorreu marchas em Atibaia, Ipauçu e Tatuí. A marcha aconteceu também em outros estados. No dia 24, foi realizada uma marcha na cidade de Bandeirantes no Paraná. Segundo o livro A ditadura militar no Brasil - A história em cima dos fatos, ocorreram 49 marchas em todo o país entre 19 de março e 8 de junho de 1964, tendo as marchas após o golpe recebido o nome genérico de Marcha da Vitória.

### Marcha da Vitória no Rio
A Marcha convocada para o dia 2 de abril de 1964 no Rio de Janeiro passou a ser conhecida como Marcha da Vitória após a bem-sucedida deflagração do golpe de estado em 31 de março. que comemoraram a deposição de Goulart pelos militares em passeata que saiu da praça da Igreja da Candelária às 16h00 horas rumo à Esplanada do Castelo. Dentre as instituições que apoiaram esta Marcha estavam a Assembleia de Deus, a Associação Cristã de Moços (ACM), a Associação de Pais e Mestres, o Camde – (Campanha da Mulher pela Democracia), criada em 1962 no auditório do jornal O Globo –  a Congregação de Belém, a Cruz Vermelha Brasileira, a Falange Patriótica, o Grupo de Ex-Combatentes da FEB e a Sociedade Cristo Redentor.
A ideia da Marcha partiu do vigário de Ipanema, frei Leovigildo Balestieri, do engenheiro Glycon de Paiva e do general Golbery do Couto e Silva, sendo criada por Amélia Molina Bastos, irmã do general Antônio de Mendonça Molina, do setor de informação e contrainformação do Ipês.

## O clero dividido
Tendo o Brasil a maior comunidade católica das Américas, a maneira encontrada pelos grupos conservadores e progressistas para fazer o povo se mobilizar foi através da religião. As camadas conservadoras da Igreja Católica ignoravam as mensagens de cunho social do papa João XXIII, sendo que agentes religiosos colaboraram com o golpe, inclusive como delatores, por considerar que o regime militar frearia o "comunismo ateu". Elas encontraram respaldo no plano Caritas ("caridade" em latim), financiado por católicos de países ricos e implantado em quase todas as dioceses do Brasil. O Caritas buscava atenuar os efeitos da crise socioeconômica que atingia o país através da distribuição de alimentos e medicamentos mas, ao mesmo tempo, doutrinava os pobres a se contrapor aos ideais revolucionários, em alta desde o sucesso do grupo que promoveu a Revolução Cubana de 1959.
O exemplo mais notório do uso da religião contra o presidente Goulart se deu no final de 1963, quando o então arcebispo do Rio de Janeiro, dom Jaime de Barros Câmara, trouxe ao Brasil o padre Patrick Peyton, pároco estadunidense de origem irlandesa conhecido por sua pregação anticomunista. Com o lema "a família que reza unida permanece unida", Peyton promoveu uma série de eventos públicos de massa para os fiéis brasileiros em que associava os males do mundo aos "políticos ateus que querem mudar a ordem natural das coisas". Segundo Darcy Ribeiro, ministro da Casa Civil de Goulart, Peyton inaugurou as ações de massa contra o governo brasileiro. Percebendo a agitação política promovida pelo padre, Ribeiro chamou-o a Brasília para convencê-lo a rezar o terço com o presidente. A missa do padre para o presidente foi gravada e exibida na televisão. Apesar da tentativa de minimizar o efeito da pregação anticomunista do padre, o terreno para ações de massa contra o governo já estava preparado. Anos mais tarde, Peyton foi apontado por historiadores norte-americanos como agente da CIA, especialista em levantar as massas católicas contra o comunismo ateu em nome da Virgem Maria.
Por outro lado, os setores progressistas, cujo maior ícone era dom Hélder Câmara, bispo auxiliar do Rio de Janeiro e mais tarde arcebispo de Olinda e Recife, se puseram a favor do enfrentamento dos problemas sociais e do engajamento do povo na luta por melhores condições de vida. Essa visão, no entanto, só começou a ganhar força entre os membros da Igreja no Brasil a partir da década de 1970, quando do aumento da repressão por parte do regime militar contra seus opositores. A Igreja Católica, a partir de então, passou a pender em peso contra o regime militar, em especial na figura de dom Paulo Evaristo Arns, arcebispo de São Paulo, que inicialmente apoiou o golpe militar.